# Eddie Shin
Edward "Eddie" Andrew Yoon Beom Shin 17 juli 1976 i Chicago, Illinois, är en koreansk-amerikansk skådespelare. Han har bland annat spelat rollen som Dave Mendoza (Alexas pappa) i Netflix-serien Alexa & Katie och Agent Mike Li i Marvel Cinematic Universe-serien Agent Carter (första säsongen). Han medverkar också i filmen Peppermint från 2018.